# Jristos Tsakmakis
Jristos Tsakmakis (en griego: Χρήστος Τσακμάκης; Augsburg, RFA, 6 de septiembre de 1987) es un deportista griego que compitió en piragüismo en la modalidad de eslalon.
Ganó una medalla de bronce en el Campeonato Europeo de Piragüismo en Eslalon de 2007, en la prueba de C1 individual. Participó en tres Juegos Olímpicos de Verano, entre los años 2004 y 2012, ocupando el séptimo lugar en Pekín 2008, en la prueba de C1 individual.

## Palmarés internacional
| Campeonato Europeo | Campeonato Europeo             | Campeonato Europeo | Campeonato Europeo |
| Año                | Lugar                          | Medalla            | Competición        |
| ------------------ | ------------------------------ | ------------------ | ------------------ |
| 2007               | Liptovský Mikuláš (Eslovaquia) | Medalla de bronce  | C1 individual      |